# شونا أندرسون
شونا أندرسون (بالإنجليزية: Shauna Anderson)‏ هي طاهية ومؤرخة أمريكية، ولدت في 1954.